# 建国大業
『建国大業』（けんこくたいぎょう、The Founding of a Republic ）は、2009年公開の中華人民共和国による建国60周年記念映画。日本では2009年の第22回東京国際映画祭に出品されたが、一般公開はされていない。ソフトウェアも日本未発売。

## 概要
中国を代表する人気俳優や歌手、若手からベテランまで総勢172人が出演している。そのほとんどがボランティア出演であることが報道され、国内外で話題になった。
毛沢東を演じている唐国強は、ドラマや映画で何度も毛沢東を演じてきた国民的俳優。
これまで中国大陸のドラマや映画における蔣介石は、私利私欲のために国を乱した悪人という描かれ方が一般的だったが、本作における蔣介石は愛国主義者であり、国民党が敗色濃厚になると、これ以上無益な戦いを避けるために、台湾に逃れたように描かれている。当時国務院台湾事務弁公室主任だった王毅の勧めでこれを視聴した蔣介石の孫で国民党副主席でもある蔣孝厳は「客観的な歴史評価」と称賛した。

## ストーリー
1945年8月、日中戦争（中国側は中国抗日戦争と呼称）が終結し中華民国は戦勝国の一国となった。しかし、蔣介石率いる中国国民党と毛沢東率いる中国共産党による国共合作が崩壊し、内戦状態に突入。当初は、国民党が優勢だったが、人民の支持と強力な武器を入手した共産党がしだいに形勢を逆転させていく。そして、軍事的にも経済的にも追い詰められた国民党は首都南京を脱出し台湾に逃れる。かくして、1949年9月、各界の代表を招き、北平（現：北京）で第1回中国人民政治協商会議が開催され、新しい国歌や国旗について議論される。そして10月1日、天安門にて毛沢東は「中華人民共和国」成立を宣言。この激動の4年間を描いている。

## スタッフ
- 総監督：韓三平、黄建新
- 部分監督：陳凱歌、馮小剛、陳可辛
- 臨時監督：姜文、唐国強、張国立

## キャスト
※矢印から右は1947年以降の中華人民共和国（中国共産党）及び中華民国（中国国民党）における主な役職

### 主演
- 唐国強：毛沢東（中国共産党中央委員会主席　→　中央人民政府主席　→　初代中華人民共和国主席）
- 張国立：蔣介石（国民政府主席　→　中華民国総統）
- 許晴：宋慶齢（孫文の妻、中国国民党革命委員会　→　中華人民共和国副主席）→　中華人民共和国名誉主席
- 劉勁：周恩来（中国共産党中央委員会副主席　→　政務院総理　→　国務院総理）
- 陳坤：蔣経国（蔣介石の息子、三民主義青年団組訓処処長、青年軍政治部中将主任　→　中華民国第3代総統）
- 王伍福：朱徳（中国人民解放軍総司令　→　中華人民共和国副主席　→　全国人民代表大会第2代常務委員長）
- 王学圻：李宗仁（中華民国副総統、代理総統　→　アメリカに亡命）
- 劉沙：劉少奇（中国共産党中央委員会書記　→　全国人民代表大会初代常務委員長　→　中華人民共和国第2代主席）
- 王健：任弼時（中国共産党中央委員会書記　→　中華人民共和国建国直後の1950年に脳出血で急死）
- 金鑫：李済深（中国国民党革命委員会中央執行委員会主席、中国人民政治協商会議全国委員会副主席　→　中央人民政府副主席）
- 王氷：張瀾（中国民主同盟主席　→　中央人民政府副主席）
- ヴィヴィアン・ウー：宋美齢（蔣介石の妻　→　中国国民党中央委員会委員）
- 修宗迪：傅作義（第12戦区司令長官、察哈爾省政府主席　→　中華人民共和国水利部長）

### 中国共産党関連人物
- 黄薇：鄧穎超（周恩来の妻、中央委員候補　→　第4代中国人民政治協商会議全国委員会主席）
- 史鑫：鄧小平（中国共産党中央委員会秘書長　→　国務院副総理　→　中国共産党中央軍事委員会主席）
- 宗利群：彭徳懐（中国人民解放軍副総司令　→　中央革命軍事委員会副主席　→　国防部長）
- 由立平：林彪（東北民主連軍総司令　→　国防部長　→　中国共産党中央委員会副主席）
- 車暁彤：劉伯承（中国人民解放軍第2野戦軍司令員　→　中華人民共和国元帥）
- 趙雍：賀龍（国民革命軍中将　→　中華人民共和国元帥）
- 谷偉：陳毅（中国人民解放軍第3野戦軍司令員　→　中華人民共和国外交部長）
- 孫継堂：羅栄桓（中国人民解放軍第4野戦軍第一政治委員　→　中国人民解放軍総政治部主任）
- 王軍：徐向前（中共太原前線総前委書記　→　中華人民共和国元帥）
- 傲陽：聶栄臻（東北野戦軍司令員、人民解放軍副総参謀長　→　中華人民共和国元帥）
- 葉進：葉剣英（中共中央後方委員会書記　→　中国共産党中央委員会副主席　→　全国人民代表大会常務委員長）
- 趙寧宇：劉亜楼（東北野戦軍参謀長　→　国防科委副主任）
- 張二丹：江青（毛沢東の妻　→　「四人組」として文化大革命を指揮）
- 謝鋼：高崗（中国共産党中央委員会副主席　→　国家計画委員会主任）
- 王華英：潘漢年（中国共産党中央委員会社会部副部長　→　上海市副市長）
- 黄暁明：李銀橋（毛沢東の護衛長　→　作家）
- 馬躍：閻長林（毛沢東の護衛長　→　作家）
- ドニー・イェン：田漢（作詞家、「義勇軍進行曲」を作詞、第1回中国人民政治協商会議にて暫定的な国歌として制定された　→　中華人民共和国文化部芸術局局長）
- 徐帆：廖夢醒（宋慶齢の秘書　→　中華全国婦女聯合会に参加）
- 陳好：傅冬菊（傅作義の長女、中国共産党地下党員　→　「人民日報」記者部、文芸部）
- 陳道明：閻錦文（保密局上海調査大隊副大隊長）
- チャン・ツィイー：龔澎（中華人民共和国初代女性外交官）

### 中国国民党関連人物
- 姜文：毛人鳳（軍事委員会調査統計局局長　→　国防部保密局局長）
- 胡軍：顧祝同（国防部陸軍総司令　→　参謀総長兼国防部長）
- アンディ・ラウ：兪済時（三民主義青年団中央監察会監察　→　総統府第三局局長）
- 陳宝国：周至柔（国民革命軍空軍一級上将　→　参謀総長）
- ジェット・リー：陳紹寛（国民革命軍海軍一級上将　→　中華人民共和国全国人民代表大会代表）
- 肖文閤：何応欽（中国陸軍総司令　→　総統府戦略顧問委員会主任委員）
- 尤勇：白崇禧（戦略顧問委員会主任委員　→　中国回教協会理事長）
- 李強：陳誠（参謀本部参謀総長　→　中華民国副総統）
- 楊暁丹：張治中（国民政府軍事委員会委員長西北行営主任兼新疆省政府主席　→　中華人民共和国全国人民代表大会常務委員会副委員長）
- 佟大為：孔令侃（孔祥熙と宋靄齢の子、揚子公司総経理　→　アメリカへ移住）
- 曹可凡：呉国楨（上海市長　→　台湾省政府主席）
- 仲星火：黄紹竑（監察院副院長　→　中華人民共和国全国人民代表大会常務委員）
- 夏剛：邵力子（国民革命軍総司令部事務局長　→　中華人民共和国全国人民代表大会常務委員）
- 丁志誠：盧広生（国防部保密局中校級秘密特務員）
- 陶澤如：呉鉄城（国民政府立法院副院長　→　総統府資政）
- 許還山：于右任（監察院院長）
- 趙暁時：孫科（孫文の子、立法院院長　→　フランス、アメリカに移住）
- 孫興：杜聿明（東北九省保安司令部司令長官　→　中国人民政治協商会議委員）
- 林棟甫：甘介侯（西山任花紗布公司主任、李宗仁の私設秘書代表　→　アメリカに移住）
- 葉小鏗：戴季陶[4]（国民政府考試院院長　→　1949年に自殺）
- 張涵予：劉従文（毛沢東暗殺を図る国防部保密局上尉諜報員　→　1950年に中国人民解放軍によって処刑）

### 民主党派関連人物
- チェン・カイコー：馮玉祥（国民党軍事委員会副委員長、中国国民党革命委員会中央政治委員会主任　→　1948年に船舶事故で死亡）
- レオン・ライ：蔡廷鍇（中国国民党革命委員会中央常務委員　→　全国人民代表大会常務委員）
- 葛存壮：譚平山（中国国民党革命委員会中央常務委員　→　政務院人民監察委員会主任）
- 張世忠：沈鈞儒（中国民主同盟　→　中央人民政府最高人民法院院長）
- 畢彦君：羅隆基（中国民主同盟執委　→　中国人民政治協商会議常務委員）
- 呉剛：聞一多（詩人、中国民主同盟委員　→　1946年に中国国民党によって暗殺）
- 喬立生：郭沫若（文学者、詩人、歴史家、国民政府軍委会政治部第三庁庁長、中央研究院院士　→　中国科学院院長）
- 鄧超：徐悲鴻（中国現代画家、美術教育家　→　中央美術学院院長）
- 李浜：何香凝（中国画家、孫文の辛亥革命に参加、中国国民党革命委員会を組織　→　第2～3代中国人民政治協商会議副主席）
- 張秋芳：李徳全（馮玉祥の妻、中国国民党革命委員会中央執行委員　→　中央人民政府首任衛生部部長）
- 劉儀偉：李璜（中国青年党創設者　→　総統府資政）

### その他の著名人
- 馮小剛：杜月笙（暗黒街の秘密結社「青幇」の首領　→　中国建国後は香港に逃れた）
- 馮遠征：傅涇波（在中華民国アメリカ合衆国特命全権大使ジョン・レイトン・スチュアートの私設秘書　→　アメリカへ移住）

### 世界各国の政治家
- アレクサーンドル・パヴロフ：ヨシフ・スターリン（ソビエト連邦共産党中央委員会書記長）
- ドナルド・マッコイ：ジョージ・マーシャル（第50代アメリカ合衆国国務長官）
- ドナルド・フリーマン：パトリック・ジェイ・ハーリー（在中華民国アメリカ合衆国特命全権大使　→　第51代アメリカ合衆国陸軍長官）
- レスリン・コリンズ：ジョン・レイトン・スチュアート（パトリック・ジェイ・ハーリー後任の在中華民国アメリカ合衆国特命全権大使）

### 架空の人物
- 孫紅雷：中央日報記者
- 范偉：毛沢東の料理人
- 劉燁：紅軍兵士
- 葛優：中国人民解放軍第4野戦軍団長
- 王宝強：中国人民解放軍第4野戦軍兵士
- 王学兵：中国人民解放軍兵士
- 黄聖依：新華広播電台放送員
- ジャッキー・チェン：李済深を取材した記者
- 陳紅：張瀾を取材した記者
- 李幼斌：新聞社社長
- 張建亜：蔣介石の副官
- 連晋：周至柔の副官
- 郭暁冬：国民革命軍上尉
- 劉樺：国民党政府警官
- 黄子軒：国民党政府警官
- レオン・カーフェイ：中国人民解放軍政協委員
- 馮鞏：国歌決議時に李済深と議論した政治協商委員
- ヴィッキー・チャオ：「義勇軍進行曲」を国歌とすることに反対した政治協商委員
- 郭徳綱：カメラマン
- 章申：劉少奇に従うロシア語通訳
- 龔蓓苾、何琳、楊若兮、車永莉：中国人民解放軍女兵士
- 苗圃、董璇、陳数、寧静、沈傲君、王雅捷、趙宝楽、王馥茘：第1回中国人民政治協商会議に参加した政治協商委員

### 出番がカットになった人物
- ジョン・ウー：劉文輝（西康省政府主席兼全省保安司令　→　中国人民政治協商会議全国委員会常務委員）
- 侯勇：張聞天（中国共産党中央委員会　→　在ソ連中華人民共和国特命全権大使）

## 評価
2009年9月下旬に中国全土で公開後、10月5日には興行収入が3億3000万元（約44億円）を突破。中国映画の新記録を樹立した。
出演者のうち21人が米国などの外国籍を取得 しており、「国を捨てた者が愛国映画に出演しても説得力がない」という意見がネット上で相次いだ。

## 受賞
- 第29回香港電影金像奨（2010年）：最佳亞洲電影（最優秀アジア映画賞）ノミネート（受賞は『おくりびと』）

## 注記
1. ↑  監督の韓三平は日本での公開も考慮し、交渉していたとされる 映画「建国大業」が9月に上映 中国国際放送局 2009年7月30日
2. ↑  建国記念映画「建国大業」、ジェット・リー、チェン・カイコー監督らノーギャラ出演 レコードチャイナ 2009年4月9日
3. ↑  “蔣孝严盛赞《建国大业》 称中共对历史评价客观”. 人民網. (2009年11月19日) 2017年10月30日閲覧。
4. ↑  元は周星馳の予定だった
5. ↑  中国で大ヒット！建国６０周年映画『建国大業』 サーチナ 2009年10月12日
6. ↑  外国籍の例：ドニー・イェン（アメリカ）、姜文（フランス）、ジェット・リー（シンガポール）など
7. ↑  围绕建国大业的讨论 美国之音